# Ржевский против Наполеона
«Ржевский против Наполеона» (первоначальные названия — «Наполеон капут!» и «Шерше ля фам!») — российско-украинская комедия режиссёра Марюса Вайсберга. В России фильм вышел в прокат 25 января 2012 года в формате 3D. Релиз на DVD состоялся 23 февраля.

## Сюжет
Идёт нашествие Наполеона.
Совет в Филях решает — оставить Москву, при этом Кутузов ставит задачу — как можно дольше задержать Наполеона (Владимир Зеленский) в Москве, дабы тот не продолжил своё наступление «на Урал». Для этого годится только одна его слабость — женщины, и русский генералитет решает подсунуть ему переодетого поручика Ржевского (Павел Деревянко). Его забрасывают (выстрелом из царь-пушки) в оккупированный город, где «подполье» (в лице графа Толстого) его гримирует-переодевает в женщину и представляет ко двору завоевателя.
Наполеон «с первого взгляда» влюбляется на балу в красотку «графиню Ржевскую». Там «графиня» теряет одну свою туфельку. При этом сам поручик, времени зря не теряя, начинает крутить роман с «Мисс Европой — 1810» Наташей Ростовой (Светлана Ходченкова), с которой он знакомится в салоне красоты, который он посетил с целью реабилитации «после вчерашнего».
Однако клевреты «корсиканского разбойника» (маркиз де Мазо-сад и его служба Security) находят «графиню» по туфельке на выходе из салона красоты и отправляют её в застенки на романтическую встречу с Наполеоном.
Наполеон прикладывает попытки завоевать сердце «графини Ржевской» и дарит ей на юбилей часовню. Бонапарт заявляет, что уже скоро он начнёт наступление на Урал, и ему придётся оставить Ржевскую. Поручик, пытаясь выиграть время, закатывает скандал. Император, в конце концов, говорит, что отложит наступление на неделю.
На показе мод переодетый в женщину Ржевский замечает Наташу, и между ними завязывается диалог. Наташа критикует графиню за то, что она позорит страну, встречаясь с французским захватчиком. В этот момент парочка замечает, как Бонапарт флиртует с другой девушкой. Поручик целует Наташу на глазах у всех, будучи переодетой в женщину. На следующий день Наташа признаётся Ржевскому о поцелуе (не подозревая, что это и был сам поручик). Ржевский вновь целует Ростову, и она отмечает, что он «целуется, как женщина».
Графиня ужинает с Наполеоном, и даже дерётся с несколькими приставшими гопниками. Вернувшись пьяными и уставшими домой, графиня намекает Бонапарту о свадьбе, чтобы в очередной раз продлить пребывание француза в столице. На следующее утро император предлагает руку и сердце графине, она соглашается. Позднее Ржевский (в облике графини) замечает адъютанта Симона (переодетую Наташу Ростову), которая оскорбляет Ржевскую. После нескольких ударов по лицу маскировка обоих спадает, они целуются, а затем занимаются любовью. На утро они быстро переодеваются, чтобы успеть на свадьбу. На выходе они вновь целуют друг друга, и их неожиданно замечает Наполеон, который отправляет обоих к себе во владения. Там он перечисляет многочисленные виды казней и пыток, которые мог бы использовать на них. Однако, в качестве наказания для Симона (Наташи) он выбирает выдать адъютанта в мужья для француженки Жужу, которая никак не может найти себе половинку из-за своих необычных предпочтений в постели.
На церемонии Ржевский представляет, как целует Наташу и свадьбы срываются. Однако, в реальности браки официально заключаются. Ржевский целует Бонапарта «за родину». В столице во всю идёт празднование по случаю свадьбы. В это время и поручик, и Ростова находятся со своими «супругами» на брачной ночи. Наташа, желая спастись, бросает в окно зажигалку, чтобы что-нибудь поджечь, и тем самым дать сигнал Ржевскому о помощи. Наполеон раскрывает, что графиня на самом деле — граф. Вырубив француза, Ржевский видит влетающего через окно на ковре-самолёте Толстого, заявляющего, что миссия поручика окончена. Ржевский немедленно спешит к своей возлюбленной, вырубает Маркиза де Сада, и освобождает Наташу. Французская армия отступает и войне наступает конец.
На улицах Парижа возлюбленные проводят время друг с другом. Они замечают сидящего рядом Наполеона, который не доволен своим глупым поражением. Обняв императора, Ржевский говорит, что Наполеон не такой плохой, как все говорят, и предлагает сходить втроём за круассанами.
После титров Ржевский и Ростова танцуют на сцене, а затем целуются на глазах у раздосадованного Наполеона.

## В ролях
- Павел Деревянко — поручик Ржевский / графиня Ржевская
- Владимир Зеленский — Наполеон
- Светлана Ходченкова — Наташа Ростова
- Михаил Галустян — маркиз де Мазо-сад
- Михаил Ефремов — Лев Толстой
- Марат Башаров — Багратион
- Евгений Кошевой — Левша
- Ксения Собчак — мадам Ксю-Ксю
- Анна Семенович — Острожская
- Анфиса Чехова — риелторша
- Жан-Клод Ван Дамм — камео[4]
- Владимир Симонов — Кутузов
- Дмитрий Мухамадеев — маршал Ней
- Илья Олейников — Демьян
- Потап — гопник
- Виктор Гусев — камео
- Марина Ягодкина — цыганка / экскурсовод
- Руслана Писанка — мадам Головина
- Татьяна Орлова — Жужу
- Юрий Гальцев — мэр
- Александр Першин — дворецкий
- Алексей Дивеев-Церковный — ведущий новостей
- Ирина Новак — барменша салона красоты

## Отзывы и оценки
Фильм получил негативные отзывы в прессе.
Елена Чекулаева, «Петербургский телезритель»:

Сразу скажем, мы не склонны считать «Ржевского…» полной чушью. Хотя видно, что авторы очень стараются не дать зрителям ни шанса проявить снисхождение. Особенно это касается начала картины, омрачённого появлением Марата Башарова в образе Багратиона. Если грузинам и следует объявлять нам войну, то за это, а не за контроль над Южной Осетией. <…> Лучшие гэги сосредоточены в середине ленты (так, неслабо доставляет пародия на Джо Дассена в исполнении Бонапарта). Но эффект от них заметно портит общее мнение артистов, что чем больше они кривляются, тем сильнее комический эффект. Режиссёр ещё держит в узде главных звёзд, а вот второстепенные склонны реагировать на все излишне бурно, словно их тычут вилкой в зад.

Роман Волохов, «Новости кино»:

Помимо однообразных и унылых гэгов, примерно 86,7 % которых, в принципе неспособны рассмешить человека, знакомого с чем-то большим, нежели Comedy Club’ом, «Ржевский против Наполеона» может похвастаться хаотичным повествованием, состоящим из мечущихся от события к событию сцен. <…> «Ржевский против Наполеона» — несмешной фарс. Марюсу Вайсбергу показалось мало одного несмешного бреда про австрийского художника первой половины двадцатого века и ему захотелось добавки в виде другого несмешного бреда про корсиканского артиллериста начала века девятнадцатого. И именно поэтому нам вновь предоставляется уникальный шанс поглядеть на очередной выстрел (на этот раз из Царь-пушки) в затылок жанра российской комедии. Так что всерьёз возникают опасения, что капут вскоре придёт уже ей.

Лариса Юсупова, «Известия»:

Вайсберг, как и в «Гитлере…», демонстрирует, что он насмотренный молодой человек. Хорошо знает и поп-арт, и contemporary art, и жанр пародий в американском кино изучил досконально, и все это старательно пытается пересадить на российскую почву. Препятствует успеху попытки — если не считать чуждости самой традиции кинопародий нашей культуре — одно обстоятельство: полнейшее отсутствие драматургии. <…> В списке сценаристов «Ржевского» целый столбец фамилий, но вся эта зондеркоманда не сумела добиться такой простейшей вещи, как выстраивание нескучной последовательности событий.

Борис Гришин, «Афиша Mail.Ru»:

Унылая попытка заработать денег на том, что «зритель — лох, всё схавает» и ему можно скормить любую халтуру, особенно если сказать, что она в 3D. <…> Вопрос о том, зачем фильму, спецэффекты которого сделаны на уровне передачи «Городок», нужно 3D, можно считать риторическим — понятно, что когда продюсеры два года назад затевали проект, данная технология была в моде и считалась эффективной в маркетинговом отношении. Ну, а на собственно 3D видимо решили сэкономить.

Яна Герц, «Film.ru»:

Картина представляет собой микс видеоклипов, танцевальных попурри и программы «Маски-шоу», а лейтмотивом являются переодевания и гротескное комикование. <…> Единственное, что выглядит забавно и вызывает улыбку, так это камео Жана-Клода Ван Дамма… <…> Что ж, Павел Деревянко уже одолел Гитлера, теперь расквитался с Наполеоном. Остаётся гадать, за нейтрализацию кого он возьмётся в следующий раз, отправившись ещё дальше в прошлое — уж не Чингисхана ли?

## Саундтрек
1. Джо Дассен — Et si tu n’existais pas
2. Pascalito (Pascal Sabattier) — Tango amitie (Les anciens Momes)
3. Pizzicato Five — Twiggy Twiggy
4. Дискотека Авария feat. Фриске — Малинки
5. Дискотека Авария — Заколебал ты!
6. Richard Cheese — Like a Virgin
7. Дискотека Авария — Зло
8. Валерий Леонтьев — Мой дельтаплан
9. Nouvelle Vague (Женя Любич) — I’m Just A Simple Russian Girl
10. Dschinghis Khan — Moscow
11. Михаил Боярский — Ланфрен-Ланфра
12. ТиК — Сірожине Пірожине
13. Osvaldo Farres — Quizas Quizas Quizas
14. Дискотека Авария — Суровый рэп
15. Zventa Sventana — Короватушка
16. Jason Webley — Dance while the sky crashes down
17. Борис Штоколов — Жалобно стонет ветер осенний
18. Военные песни — La Marseillaise
19. Пуэр — Марина Звезда
20. The Pretzels— Close to you
21. Peter Guth & Royal Philharmonic Orchestra- Voices of spring
22. Peter Guth & Royal Philharmonic Orchestra- Thunder and Lightning Polka